# フレーザー川

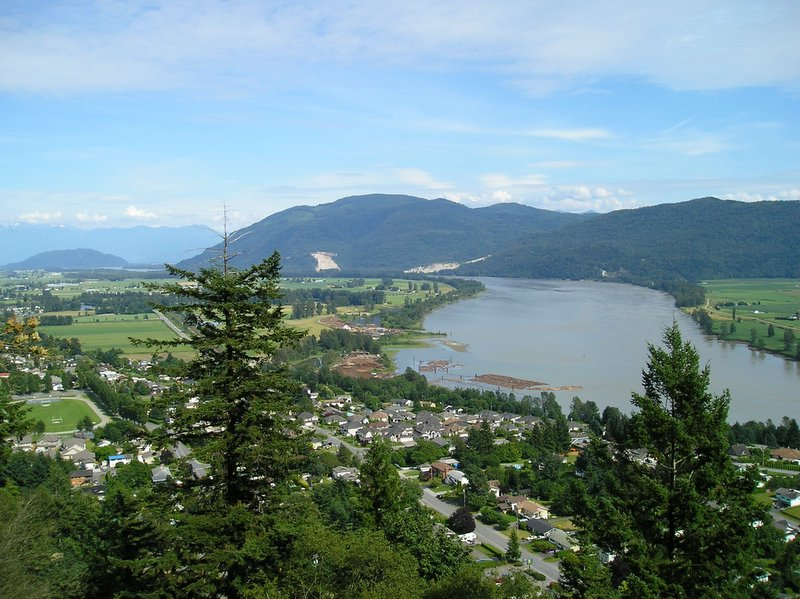
フレーザー川

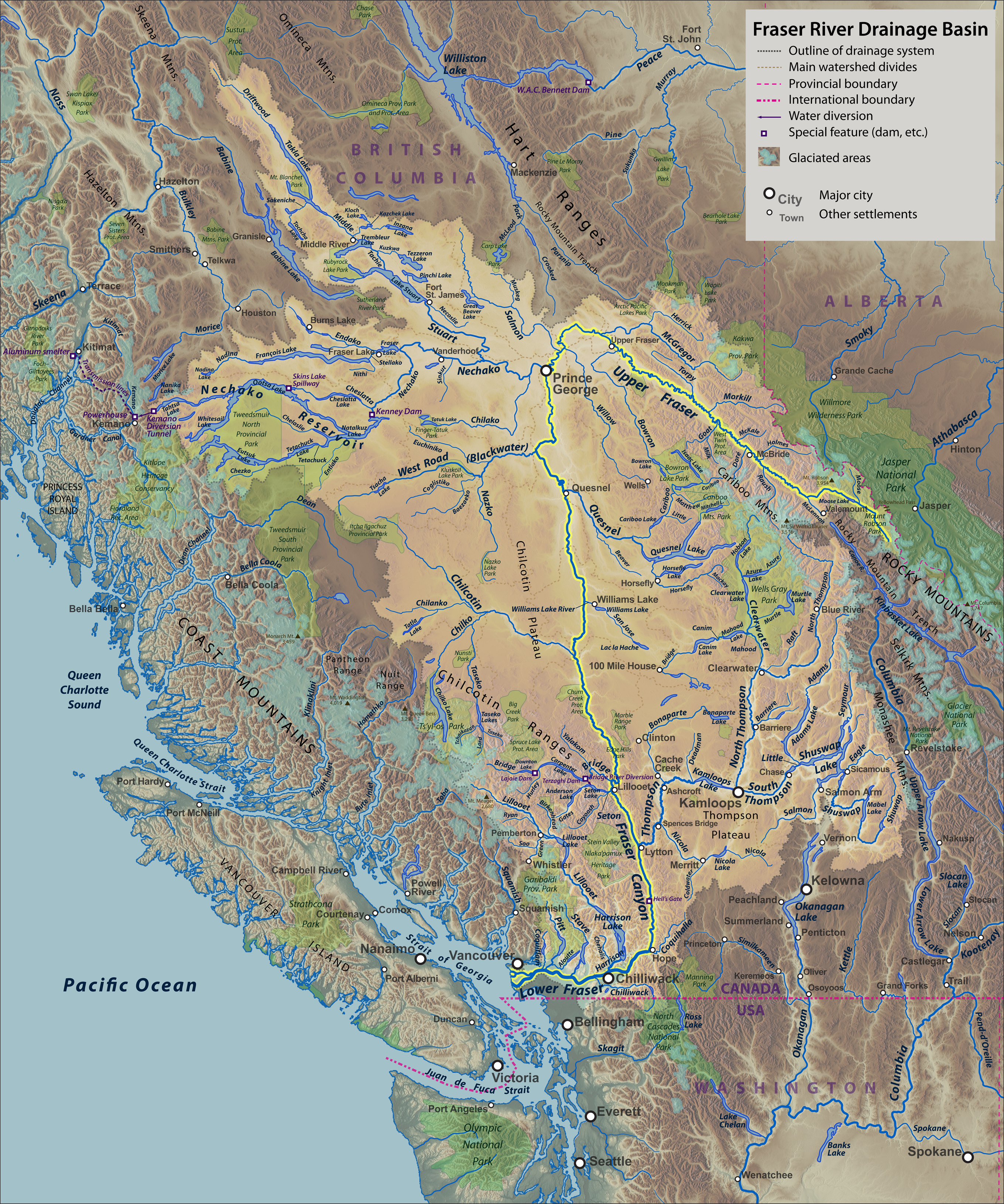
フレーザー川流域

フレーザー川（フレーザーがわ、Fraser River）は、カナダのブリティッシュコロンビア州を流れる川の一つである。全長1,400km、流域面積は220,000km2ある。

## 地理
ブリティッシュコロンビア州東部に位置するロッキー山脈内のロブソン山付近のエディスキャヴェル山に源を発する。なお、この源流部はブリティッシュコロンビア州によって、ロブソン山州立公園に指定されている。ここからおおよそ北西に流れ、北緯54度を超えると南に向きを変える。プリンス・ジョージでネチャコ川を合わせ、少し東よりになってアメリカとの国境付近までコースト山脈の深い谷を刻む。西に向きを変えてチリワックを流れ、大きな三角州を形成してバンクーバー市南側とバンクーバー島との間のジョージア海峡へ注ぐ。
河口部の三角州はバンクーバー都市圏の中に位置し、三角江、干潟、氾濫原、湿地、水道が多いバーンズ・ボグ、シー島、カークランド島、バウンダリー湾、サーペンタイン川、アラスケン国立野生生物保護区を含む一帯はシロチョウザメ、チョウザメ、ユーラカンなど魚類の重要な生息地およびヒメハマシギなどのシギチドリ類の重要な中継地であり、1982年にラムサール条約登録地となった。
1793年にアレグザンダー・マッケンジーが上流部を探検した記録が残っている。1807年にはサイモン・フレイザーが源流まで辿り、コロンビア川と繋がっていないことが確かめられた。
支流には幾つか水力発電用のダムがあるが、本流にはダムは存在しない。

## 支流
- チルコーティン川（英語版）
- ネチャコ川（英語版）
- クィネル川（英語版）
- トンプソン川（英語版） - 上流で、北トンプソン川と南トンプソン川が合流している。
- ウェストロード川（英語版） - 別名、ブラックウォーター川（Blackwater River）。
- ロブソン川 - フレーザー川のほぼ最上流部にある支流。